# باتريك فلين (ملحن)
باتريك فلين (بالإنجليزية: Patrick Flynn)‏ هو ملحن أمريكي، ولد في 18 مايو 1936 في برمنغهام في المملكة المتحدة، وتوفي في 10 سبتمبر 2008.